# Ora (álbum)
Ora é o álbum de estreia da cantora britânica Rita Ora, com lançamento primeiramente em 24 de Agosto de 2012 na Irlanda e 27 de Agosto de 2012 no Reino Unido pela editora discográfica Roc Nation e Columbia Records. Musicalmente, Ora é principalmente um álbum de estilo pop e R&B que incorpora elementos do dance music. O lançamento do álbum foi precedido por dois singles - "How We Do (Party)" e "R.I.P." - ambas entraram no  UK Singles Chart no número 1 e alcançaram posições de chart padrão em charts no exterior. O álbum também inclui a colaboração do DJ Fresh, "Hot Right Now", que é apresentada como uma faixa bônus. O álbum estreou no número 1 na UK Albums Chart e foi certificado como platina pela British Phonographic Industry.  Após seu lançamento, Ora recebeu críticas mistas de críticos de música.

## Antecedentes e desenvolvimento
Em 2007, Ora experienciou o seu primeiro lançamento musical, sendo convidada numa música de Craig David intitulada "Awkward" e novamente em 2008 com "Where's Your Love" por Tinchy Stryder, cujo última a cantora aparece no vídeo musical. Ora assinou mais tarde contrato com a Roc Nation, através do seu fundador Jay-Z. Depois de colaborar na canção "Hot Right Now", a cantora falou sobre o seu álbum de estreia:
| “ | Quero que o meu primeiro álbum seja o que eu quero ouvir quando ouço um álbum. Queria escapar por três minutos, então quero ter algo que me faça sorrir. Quero fazer as pessoas sorrir. Não tenho passado por nenhum desgosto, logo não queria escrever sobre um coração partido. | ” |

## Singles
"How We Do (Party)" foi lançado como single de avanço nos Estados Unidos e Nova Zelândia a 20 de Março de 2012. A canção foi escrita por Victor Alexander, Kelly Sheehan e Bonnie McKee, contendo demonstrações de "Party and Bullshit" de Notorious B.I.G.. Estreou na oitava posição na Nova Zelândia e subiu à quinta como melhor.
Para o Reino Unido, Rita Ora escolheu lançar "R.I.P." com a participação de Tinie Tempah, lançado a 4 de Maio de 2012 na Irlanda. Produzida pela dupla Chase & Status, a música estreou na liderança da UK Singles Chart, tornando-se o seu primeiro número um a solo e segundo no total.

## Alinhamento de faixas
Ao longo de 2012, a cantora revelou que as canções "How We Do (Party)", "R.I.P.", "Roc the Life", "Shine Ya Light" e "Unfair" seriam algumas das faixas que integrariam o alinhamento do álbum. A 28 de Julho do mesmo ano, divulgou através da sua página no Facebook a lista completa.
| Edição padrão  |                                | |                          |         |  |
| N.º            | Título                         | Compositor(es) | Produtor(es)             | Duração |  |
| 1.             | "Facemelt (Intro)"             | Harley Wertheimer, James Fauntleroy                                                                                       | Diplo                    | 1:32    |  |
| 2.             | "Roc the Life"                 | Rita Ora, Terius Nash | The-Dream                | 4:01    |  |
| 3.             | "How We Do (Party)"            | Victor Alexander, Sheehan Kelly, Bonnie McKee                                                                             | The Runners, The Monarch | 4:07    |  |
| 4.             | "R.I.P."                       | Aubrey Graham, Farhad Samadzada, Mikkel S. Eriksen, Tor Erik Hermansen, Nneka, Renee Wisdom, Saul Milton, William Kennard | Stargate, Chase & Status | 3:48    |  |
| 5.             | "Radioactive"                  | Sia Furler, Greg Kurstin                                                                                                  | Kurstin                  | 4:11    |  |
| 6.             | "Shine Ya Light"               | Chris Loco, Fraser T. Smith, Laura Pergolizzi                                                                             | Smith                    | 3:30    |  |
| 7.             | "Love & War" (com J. Cole)     | Ester Dean, Jermaine Cole, Eriksen, Hermansen                                                                             | Stargate                 | 3:35    |  |
| 8.             | "Uneasy"                       | Ora, Makeba Riddick, Katie White, Jules De Martino                                                                        | De Martino               | 3:02    |  |
| 9.             | "Fall in Love" (com will.i.am) | William Adams, Alexis Latrobe                                                                                             | will.i.am                | 4:13    |  |
| 10.            | "Been Lyin"                    | Rita Ora, Brian Linney, Brooks Linney, Rachel Rabin, Edwin Serrano                                                        | Diplo                    | 3:44    |  |
| 11.            | "Hello, Hi, Goodbye"           | Ariel Rechtshaid, Nash, Thomas Pentz                                                                                      | The-Dream, Diplo         | 3:58    |  |
| 12.            | "Hot Right Now" (com DJ Fresh) | The Invisible Men, Daniel Stein                                                                                           | Daniel Stein, Wez Clarke | 3:02    |  |
| Duração total: | Duração total:                 | Duração total: | Duração total:           | 42:48   |  |

| Edição deluxe  |                         |                                                             |                          |         |  |
| N.º            | Título                  | Compositor(es)                                              | Produtor(es)             | Duração |  |
| 13.            | "Crazy Girl"            | David Taylor, Nash, Pentz                                   | Diplo                    | 3:35    |  |
| 14.            | "Young, Single, & Sexy" | Makeba Riddick, Mikkel Storleer Eriksen, Tor Erik Hermansen | Stargate                 | 3:45    |  |
| 15.            | "Meet Ya" (acústico)    | Ben Harrison, Brian Kennedy, James Fauntleroy               | The Runners, The Monarch | 2:17    |  |
| 16.            | "Ora - Track By Track"  |                                                             |                          | 16:25   |  |
| Duração total: | Duração total:          | Duração total:                                              | Duração total:           | 52:26   |  |